# Ibrahim Pecsevi
Ibrahim Pecsevi (törökösen İbrahim Peçevi vagy Peçuyli İbrahim Efendi, oszmán-török nyelven پچوى إبراهىم افندى; Pécs, 1572 vagy 1574 – Buda, 1650 körül) magyarországi oszmán-török történetíró, székesfehérvári bej.

## Élete
1572-ben vagy 1574-ben született Pécsett. Anyai ágon a híres boszniai rác család, a Szokulluk leszármazottja volt. Tizennégy éves korában édesapját elvesztette, és Lala Mehmet pasa gyámsága alá került. Az Oszmán Birodalom számos tartományában dolgozott hivatalnokként. 1595-ben részt vett az esztergomi csatában, amiről később mint történész meg is emlékezik.
1640-es nyugdíjazása után kezdett bele a történetírásba. Leghíresebb munkája a Tarih-i Peçevi kétkötetes mű, amely 1640-ig taglalja az oszmánok uralkodását. Nyomtatásban csupán 1866-ban jelent meg e munkája. 1650-ben (Ferenczi Demeter szerint 1656-ban) halt meg.

## Az első kávéházak krónikása
A világ első kávéházai Isztambulban nyíltak a 16. század második harmadában. Pecsevi ezekről így számol be: „Egészen a 962. (1554/55) esztendőig sem az Allah által oltalmazott fenséges Konstantinápoly fővárosban, sem az oszmán földön másutt kávé és kávéház nem létezett. Körülbelül abban az évben érkezett a városba egy Hakam nevű fickó Aleppóból és egy Semsz nevű Damaszkuszból; mindketten nagy üzletet nyitottak a Tahtakalénak nevezett városnegyedben (a mai Isztambul kereskedelmi központja), és kávét kezdtek mérni. Ezek az üzletek gyülekezőhelyévé váltak a henyélőknek és élvhajhászoknak, úgyszintén néhány írástudó és literátor embernek, kik rendszerint huszan-harmincan jöttek össze. Egyesek könyveket olvastak, mások ostáblát játszottak és sakkoztak, megint mások új verseket hoztak magukkal, és irodalomról társalogtak. Azok, akik addig rengeteg pénzt költöttek baráti ebédmeghívásokra, rájöttek, hogy a társas együttlét örömeit egy vagy két akcsénak elköltésével is meg tudják teremteni. Oda jutott a dolog, hogy mindenféle munkanélküli és támogatást kereső tiszt, bíró és tanár meg a semmittevő üldögélők kijelentették, hogy nincs jobb szórakozó- és pihenőhely a kávéháznál, mely olyan zsúfolt lett, hogy sem ülő, sem állóhely nem maradt. Olyan híressé vált, hogy a magas hivatalok viselőit kivéve, még a nagy emberek sem állták meg, hogy el ne jöjjenek. Imámok, müezzinek és hipokriták mondták ’Az emberek rákaptak a kávéházra; senki nem jön már a dzsámikba!’ Az ulemák azt mondták ’Ördögi üzelmek hona az; még a boros tavernákba is helyesebb volna járni’. Különösen a prédikátorok tettek erőfeszítéseket betiltásáért….”

## Pecsevi Zrínyi Miklósról
Ibrahim Pecsevi tudósít arról is, hogyan látták a korabeli muszlimok a Zrínyi Miklóst és a szigetvári kirohanást: „Szép díszruhát öltött, és zsebébe száz aranyat tett azzal a gondolattal, hogy aki életével végez, annak legyen ajándékba. Majd felkötötte őseitől örökölt kardját, és megmaradt katonáival kirohant a várból. Szelaniki az ostromnál jelenlevő török szemtanú szerint: Zrínyi fejébe tette ezüsttel és arannyal díszített bársonyos kalapját, s a mellén arany lánccal, kezében aranyozott karddal rohamra indult. A roham közben azonban az egyik janicsár fegyverének golyója eltalálta őt, s amint felismerték benne Zrínyit, sok janicsár rárohant, fejét levágták, és rögtön a nagyvezírhez vitték. Később Szokollu nagyvezír parancsára, amint ez az akkori világban szokás volt, elküldték Budára Szokollu Musztafa pasához Zrínyi fejét, hogy ő továbbítsa azt a császár embereinek.”

## Emlékezete
2016 szeptemberében, a Szigetvár ostromának 450. évfordulója keretében tartott emlékév során avatták fel Pecsevi egész alakos bronzszobrát Pécsett, Jakováli Hasszán pasa dzsámija előtt. A szobor a török Metin Yurdanur szobrászművész alkotása.

## Magyarul
- Hancz Erika: Ibrahim Pecsevi és leírásai a mohácsi csatáról / Ibrahim Peçevi ve Mohaç savaşi hakkindaki tasvirleri / Ibrahim Pechewi and his descriptions of the battle of Mohács; TIKA, Bp., 2016